# Bithünia
Bithünia (görögül: Βιθυνία)  ókori terület Kis-Ázsia északnyugati részén, a mai Törökország területén. Mint önálló ország időszámításunk előtt 297-től 74-ig létezett. Partjait északon a Fekete-tenger (Euxine), nyugaton a Márvány-tenger (Propontis) határolta.
A terület korábban a Perzsa Birodalom fennhatósága alá tartozott, és megszűnésekor a Római Birodalom kebelezte be mint provinciát.

## Története
Lakosai trákok és görögök voltak, akik már akkor rendelkeztek részleges autonómiával, amikor Kurus perzsa király területüket a Perzsa Birodalomhoz csatolta. Az ország létezése során folyamatosan nagyobb hatalmak árnyékában élt és Nagy Sándor halála után a bithüniaiak kihasználták a makedón uralkodó utódainak, a diadokhoszoknak egymás ellen viselt háborúit. Ekkor biztosítani tudták függetlenségüket a Szeleukida Birodalommal szemben.
Első uralkodójuk, I. Zipoitész vezetésével i. e. 297-ben helyi uralkodó dinasztia került a trónra. Őt i. e. 280 körül I. Nikomédész követte, aki megalapította Nikomédia városát, amely a virágzó ország székhelye lett. Uralkodása idején és utódai (I. Prusziasz, II. Prusziasz, II. Nikomédész) alatt Bithünia elsősorban Pergamonnal és a szeleukidákkal vívott háborúkat. Más népekkel szövetségre törekedett, így többek között a galatiaiakkal, akiket a bithüniaiak hívtak be Ázsiába i. e. 278 – i. e. 277-ben. I. Prusziasz fogadta be a menekült karthágói hadvezért, Hannibált, akinek később kiadatására rákényszerítették, de ezt végül Hannibál öngyilkossága megakadályozta.
A bithüniai királyok városokat építettek, támogatták a kereskedelmet, és érdeklődtek a görög kultúra iránt. Bithünia IV. Nikomédész uralkodása alatt, a mithridatészi háborúk során (lásd: Pontosz) teljesen római függőségbe került, és az uralkodó országát i. e. 75 – i. e. 74-ben keletkezett végrendeletében az országot Rómára hagyta.

## Hagyatéka

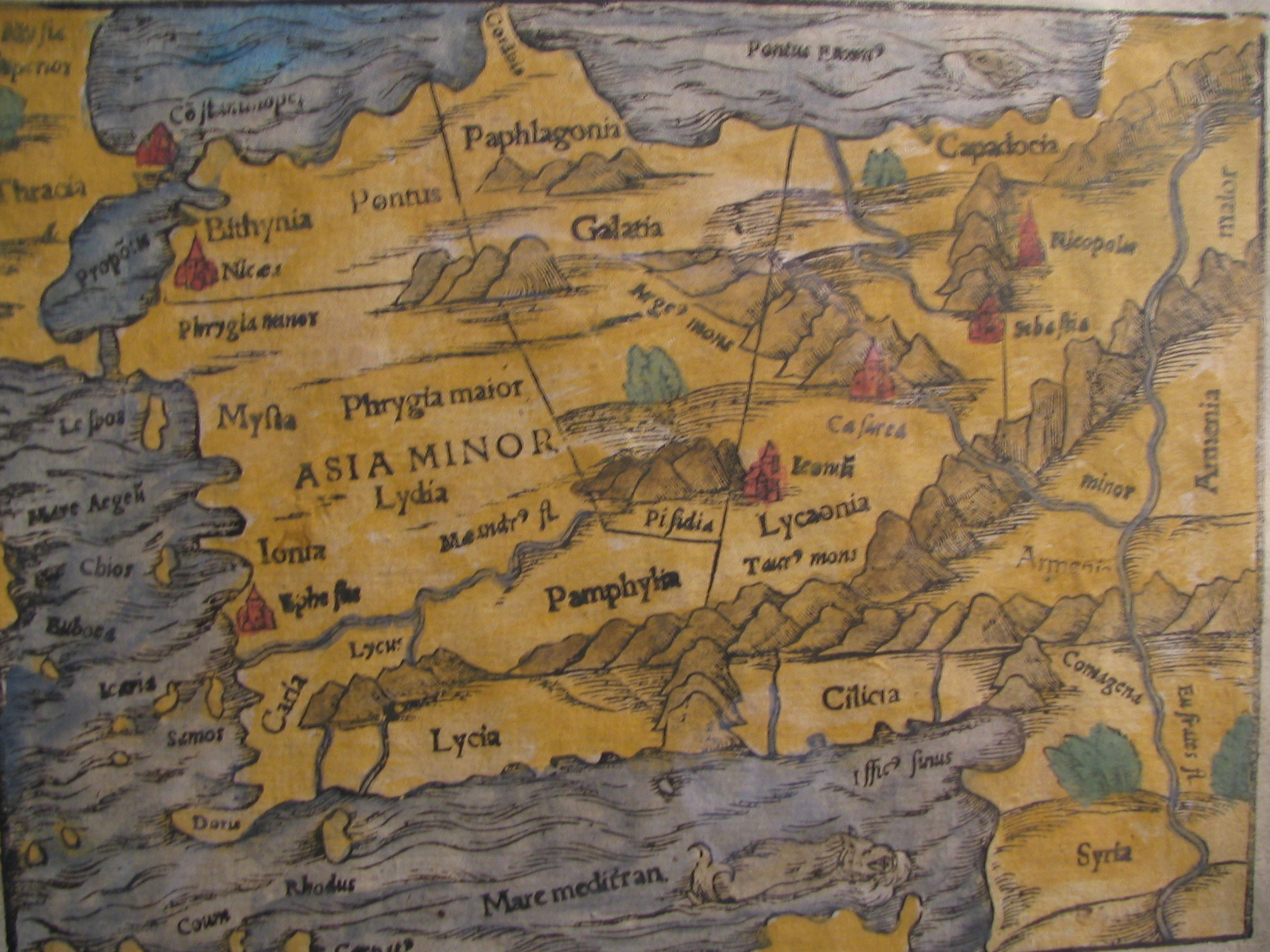
Bithünia provincia

Bithünia magában foglalta Nikaia városát, mely szülőhelye a nikaia–konstantinápolyi hitvallásnak.
Az ország rövid ideig létezett, azonban fennmaradt építészetük, korabeli pénzeik és híres bithüniaiak emléke is.
Ilyen személy volt Cassius Dio történetíró, aki Caracalla uralkodása alatt Rómában a szenátus tagja lett. Bithüniai volt Antinoosz, a szép ifjú, aki Hadrianus római császár kegyence és fiúszeretője volt. A császár isteni tiszteletben részesítette, és emlékére alapította Antinoopolis városát.